# Paul Tisseyre
Pour les articles homonymes, voir Tisseyre et Ananké.
Paul Tisseyre, dit Ananké-Hel ! est un écrivain français né le 20 janvier 1873 à Paris, où il est mort le 5 mai 1931.

## Aperçu biographique
Paul Tisseyre participa comme soldat méhariste aux campagnes contre Behanzin, à la mission Foureau-Lamy ; en 1898-1899, puis à la conquête du Sahara, en 1900-1901. Il fit partie de cette première expédition scientifique et de colonisation (mission Flamand) qui traversa le désert, d'El Golâa à Zinder.
Il publie, parmi d'autres romans, à ce sujet un recueil de nouvelles, en 1907, Rires et Larmes dans l'armée !, dont les récits sont parfois insoutenables. Après s'être égaré dans le Sahara, il s'en remet plus ou moins aux dictées astrales de Hel!, ce qui lui vaut aujourd'hui d'être étiqueté comme « fou littéraire ». Ses Visions préhistoriques narrent comment du cri des bêtes préhistoriques l'ancêtre tira les sons de la langue française. Le roman paraît sous le titre Hel (Dieu) : visions préhistoriques aux éditions Sansot dans les années 1920.
Paul Tisseyre s'établit ensuite comme colon au Sénégal avant de mourir à Paris, victime de maladies tropicales et d'abus divers.

## Œuvres
- Rires et larmes dans l'armée !, Paris, A. Messein, 1907, 212 p.
- Ces messieurs et dames des grands magasins, Paris, A. Messein, 1908, 212 p.
- L'Assiette au beurre coloniale [11e édition], précédé d'une biographie de l'auteur signée « Henri Martinville », Paris, A. Messein, 1911, 407 p.
- Hel ! (Dieu). Visions préhistoriques..., Paris, Sansot, 1926, 347 p.
- Annexe et résumé des études des tomes I, II, III et IV de « Hel ! (Dieu), visions préhistoriques », édition supplémentaire, concernant le résumé des études de tous les totems, de tous les symboles, de toutes les traditions de la préhistoire, Aubagne, D. Chautard, 1928, 183 p.